# Sausheim
Sausheim es una localidad y comuna francesa, situada en el departamento de Alto Rin, en la región de Alsacia.